# Сучитепекес
Сучитепе́кес (ісп. Suchitepéquez) — один з 22 департаментів республіки Гватемала. Адміністративним центром є місто Масатенанго. Департамент розташований на південному заході країни, межує на півночі з  Кесальтенанго, Солола та Чимальтенанго, на сході з Ескуїнтла, а на заході з Реталулеу.

## Історія
2 лютого 1838 року Сучитепекес об'єднався з Уеуетенанго, Кетсалтенанго, Кіче, Реталулеу, Сан-Маркосом і Тотонікапаном в недовговічну центральноамериканську держава Лос-Альтос. Держава була зруйнована в 1840 році генералом Рафаелем Каррера, який став президентом Гватемали.

## Муніципалітети
В адміністративному відношенні департамент підрозділяється на 20 муніципалітетів:
- Чикакао
- Куйотенанго
- Масатенанго
- Патулул
- Пуебло-Нуево
- Ріо-Браво
- Самайяс
- Сан-Антоніо-Сучитепекес
- Сан-Бернардіно
- Сан-Франциско-Сапотітлан
- Сан-Габріель
- Сан-Хосе-Ель-Ідоло
- Сан-Хуан-Баутіста
- Сан-Лоренцо
- Сан-Мігель-Панан
- Сан-Пабло-Хокопілас
- Санта-Барбара
- Санто-Домінго-Сучитепекес
- Санто-Томас-Ла-Уніон
- Суніліто